# Rivière Népisiguit
La Népisiguit (on retrouve aussi Nepisiguit, Nepisiquit, Nipisiguit ou Nipisiquit) est une rivière du Nouveau-Brunswick. Elle prend sa source dans les Appalaches et se déverse la baie des Chaleurs à Bathurst.
Plusieurs chutes d'eau se trouvent le long du fleuve, incluant les chutes Indian, Grandes et Pabineau. Une centrale hydroélectrique se trouve aux Grandes Chutes.

## Toponymie
Le nom de la rivière provient de la corruption par le français de son nom micmac Winpegijooik, qui signifie « La rivière qui précipite en avant ». Il s'agit d'un nom descriptif qui décrit le cours inférieur de la rivière, qui est réputé être l'un des plus difficiles des provinces maritimes.

## Géographie
De 121 km de longueur.

## Centrale
La centrale hydroélectrique de Nepisiguit Falls (Chutes Népisiguit en anglais), opérée par Énergie NB, a une capacité de 11 mégawatts avec ses trois turbines. Elle fonctionne depuis 1921.